# Audencia Business School
Audencia Business School este o Școală Europeană de Business cu multiple campusuri în locații precum: Paris, Nantes și Beijing. Înființată în 1900.
Audencia a fost plasată pe locul 63 în rândul Școlilor lume de business, în 2015, potrivit clasamentului realizat de Financial Times. În 2015, programul său de Master în Management s-a plasat pe 24 loc în clasamentul Financial Times.
Programele sale sunt triplu acreditate internațional prin AMBA, EQUIS și AACSB. Scoala de business se remarca prin absolvenți de renume în afaceri și politică precum: Jean Arthuis (Politician franceză) și Thomas Cailley (Cineast). Școala este partenerul École nationale de l'aviation civile pentru un dublu grad de inginerie / administrator.